# Axiodes inangulata
Axiodes inangulata là một loài bướm đêm trong họ Geometridae.